# Michel Agier
Michel Agier (nascut el 1953 a Aurenja) és un antropòleg francès, director de recerca a l'Institut de recherche pour le développement (Institut de Recerca pel Desenvolupament) i membre del Centre d'Estudis Africans de l'EHESS (París). Les seves àrees d'investigació se centren en la recerca antropològica a les ciutats d'Àfrica i l'Amèrica Llatina, les dinàmiques de canvi social i els moviments culturals urbans, principalment en espais perifèrics, i grups socials en situació de precarietat i marginació.
En l'actualitat estudia les reconstruccions identitàries dels pobles en èxode per causa de les guerres i, especialment, els reagrupaments de poblacions desplaçades en camps de refugiats. En relació amb aquesta temàtica, ha publicat Aux bords du monde, les réfugiés (Flammarion, París 2002) i, més recentment, Gérer les indésirables. Des camps de réfugiés au gouvernement humanitaire (Flammarion, 2008). És partidari de l'obertura de les fronteres als immigrants.